# The Boy Is Mine
The Boy Is Mine – singel amerykańskiej piosenkarki R&B Brandy z 1998 roku, nagrany wspólnie z Monica.
Teledysk do tego utworu wyreżyserowali Jodeph Khan. Pojawia się w nim m.in. amerykańska raperka Mekhi Phifer.

## Lista piosenek

### U.S. Maxi CD
1. Album Version
2. Club Mix
3. Radio With Intro
4. Album Instrumental
5. Acappella

### 2-track CD
1. Album Version
2. Instrumental

### Europe maxi CD
1. The Boy Is Mine (Radio Edit Without Intro) 4:00
2. The Boy Is Mine (Radio Edit With Intro) 4:00
3. The Boy Is Mine (LP Version) 4:51
4. The Boy Is Mine (Club Version)

## Listy przebojów
| Lista                              | Pozycja |
| ---------------------------------- | ------- |
| Australian Singles Chart           | 3       |
| Austrian Singles Chart             | 6       |
| Brasil Hot 100                     | 2       |
| Canadian Singles Chart             | 1       |
| Dutch Mega Top 50 Singles Chart    | 1       |
| Dutch Top 40 Singles Chart         | 1       |
| European Singles Chart             | 1       |
| French Singles Chart               | 2       |
| Italian Singles Chart              | 10      |
| Latin America Singles Chart        | 1       |
| Latvian Singles Chart              | 28      |
| Japan J-Wave Tokio Hot 100         | 1       |
| Japanese Oricon Singles Chart      | 1       |
| German Media Control Singles Chart | 5       |

| Lista                                    | Pozycja |
| ---------------------------------------- | ------- |
| New Zealand Singles Chart                | 1       |
| Norwegian Singles Chart                  | 2       |
| Swedish Singles Chart                    | 3       |
| Swiss Singles Chart                      | 3       |
| UK Singles Chart                         | 2       |
| UK R&B Singles Chart                     | 1       |
| U.S. Billboard Hot 100                   | 1       |
| U.S. Billboard Hot R&B/Hip-Hop Songs     | 1       |
| U.S. Billboard The Mainstream Top 40     | 3       |
| U.S. Billboard The Rhythmic Top 40       | 1       |
| U.S. Billboard R&B/Hip-Hop Airplay Songs | 1       |
| U.S. Billboard Airplay Top 100           | 2       |
| U.S. Billboard Dance Maxi Singles        | 1       |
| United World Chart                       | 1       |